# Хореография
Хореогра́фия, хореографи́ческое иску́сство (от др.-греч. χορεία — хороводная пляска, хоровод + γράφω — записываю, пишу) — искусство сочинения и сценической постановки движений — танца, драки/боя/борьбы и так далее.

## Вступление
Танцевальное искусство существует с древнейших времен. Культовые, трудовые, охотничьи и другие обряды сопровождались не только игрой на музыкальных инструментах и пением, но и танцами. Развернутые танцевальные представления, нередко связанные с религиозными церемониями, существовали в Древнем Египте, Индии, Китае, Греции, Риме и других странах. Однако применительно к танцевальным представлениям прошлого термин «балет» не употреблялся.
Слово «хореография» появилось около 1700 года, как название для появлявшихся тогда систем стенографирования танцев. Впоследствии смысл термина изменился: он стал применяться к постановке танцев и даже к танцевальному искусству в целом. Постановку сходных с танцами искусств, например, фигурного катания или фигурного вождения, также называют хореографией.

## О границах понятия
В соответствии с общеевропейским пониманием в настоящей энциклопедии хореография рассматривается как совокупность двух областей — искусства балета и искусства танца.

### Балет и виды сценического танца
Балет — высшая «театральная» форма хореографического искусства, в которой оно поднимается до уровня музыкально-сценического представления. Главное выразительное средство балета — система европейского классического танца. В исторически сформировавшейся программе подготовки артистов балета классический танец является базой, формирующей комплекс из следующих дисциплин сценического танца: дуэтноклассический танец, характерный танец (др. наим. — народно-характерный), исторический танец, современный танец и актёрское мастерство.
В основе выразительных средств балета лежит сценический танец — один из основных видов хореографического искусства, предназначенный для зрителей и предполагающий создание хореографического образа на сцене. К разновидностям сценического танца в балете относятся: дуэтно-классический танец, характерный танец (др. наим. — народно-характерный), исторический танец, а также используемые в балетах виды современного танца.

### Танец и виды танцевального искусства
Танец — форма хореографического искусства, в которой средством создания художественного образа являются движения и положения человеческого тела.

#### Современный танец
Современный танец (Contemporary Dance) — направление искусства танца, включающее танцевальные техники и стили XX — начала XXI вв., сформировавшиеся на основе американского и европейского танца Модерн и танца Постмодерн. В данном направлении танец рассматривается как инструмент для развития тела танцовщика и формирования его индивидуальной хореографической лексики. Средствами этого выступает синтез, актуализация и развитие различных техник и танцевальных стилей. Для современного танца характерна исследовательская направленность, обусловленная взаимодействием танца с постоянно развивающейся философией движения и комплексом знаний о возможностях человеческого тела.
Свободный пластический танец — новый вид танца рождается на рубеже XIX—XX веков и благодаря, прежде всего, Айседоре Дункан. Айседора выдвигает новую философскую и художественную, основанную на античном идеале гармонического развития человека, концепцию «танца будущего». Дункан стремится сделать танец выражением личности, отражением неповторимой человеческой индивидуальности, инструментом самопознания. Дункан ценит в танце изначальную экспрессию человеческого тела, выражающуюся во взаиморасположении различных его частей — отсюда эпитет пластический. Дункан реформировала искусство танца, что заключалось в гармоничном слиянии всех его компонентов — музыки, пластики, костюма. Она разработала многие идеи и приемы танца, лучшие из которых вошли в сокровищницу мирового хореографического искусства.
Танец модерн (Modern Dance) — направление искусства танца, развивавшееся в Европе и США в начале XX столетия, ведущими представителями которого являются Дорис Хамфри, Чарлз Вейдман, Мери Вигман, Анья Хольм, Хосе Лимон, Лестер Хортон, Эрик Хоукинс, Анна Соколоф, Лои Фуллер, Марта Грэм, Айседора Дункан, Рут Сен Дени, Тед Шон.
Танец постмодерн (Postmodern Dance) — направление искусства танца, развивавшееся в США и Европе в 1960—1970-е гг., ведущими представителями которого являются Мерс Каннингхэм, Алвин Эйли, Талли Битти, Дональд Мак-Кейл, Алвин Николаи, Пол Тэйлор, Триша Браун.

#### Основные техники современного танца
1. Техника Грэм (Graham Technique) — техника танца модерн, созданная американской танцовщицей и хореографом Мартой Грэм (1894—1991);
2. Техника Хамфри-Вейдман (Humphrey-Weidman Technique) — техника танца модерн, основанная на теории и действии падения и восстановления танцовщицей Дорис Хамфри и Чарлзом Вейдманом в 1920—1930-е гг.;
3. Техника Лимон (Jose Limon Technique) — техника танца модерн, созданная танцовщиком и хореографом Хосе Аркадио Лимоном (1908—1972) в I половине XX века;
4. Техника Хортон (Lester Horton Technique) — техника танца модерн, созданная американским танцовщиком, хореографом и преподавателем танца Лестером Хортоном (1906—1953);
5. Техника Хоукинс (Hawkins Technique) — техника танца модерн, созданная американским танцовщиком и хореографом Эриком Хоукинсом (1909—1994);
6. Техника Каннингхэм (Cunningham Technique) — техника танца постмодерн, разработанная американским танцовщиком, хореографом и преподавателем Мерсом Каннингхэмом (род. 1919).
7. Техника релиз (Release based Technique)

#### Основные техники направления Соматики
1. Техника Александера (Alexander Technique)
2. Основы Бартеньефф (Bartenieff Fundamentals)
3. Система анализа танца Лабана (Laban Movement Analysis)
4. Метод Фельденкрайза (Feldenkreis Method)
5. Техника Скиннер релиз (Skinner Release Technique)
6. Метод Боди-майнд сентеринг (Body-Mind Centering)
7. Метод Пилатес (Pilates)

## Междисциплинарные области, связанные с хореографией
1. Хореология (Choreology)
2. Этнохореография (Этнохореология) изучает:
  - Историю возникновения и развития традиционного танца различных этносов

 — генезис танца (происхождение);
 — описание танца в контексте календарной и бытовой обрядности;
 — взаимовлияние традиционных танцевальных культур (межэтнические контакты);
 — исследование культурно-исторической специфики возникновения жанров и форм танца той или иной этнокультурной популяции и др.
  - Теорию и методологию исследования танцевальной культуры этносов (наметились два направления):

 — исследование морфологии танца (формы, структуры, элементов танца) вопросы терминологии, понятийного аппарата, выработка подходов и методов описания/ исследования кинетического текста и его единиц; проблемы классификации и систематизации форм народной хореографии и др.
[С. С. Лисициан, Ж. К. Хачатрян (армянские танцы), Д.Мартин и Е.Пешовар (венгерские танцы), Х. Ю. Суна (латышские танцы), Е.Моркунене (литовские танцы), Э. А. Королева (молдавские танцы), О. Ю. Фурман, Ю. А. Стадник (танцы русских старообрядцев), А. А. Соколов, А. С. Фомин, М. Д. Яницкая (русские танцы) и др.]
 — исследование семантики танца (значение, функции — содержание/ смысл танца на разных исторических этапах)
[С. С. Лисициан, Э. Х. Петросян, Л. Г. Лукина, О. Б. Буксикова и др.]
3. Кинезиология
4. Йога
5. Танцевальная терапия — это психотерапевтическое использование танца и движения как процесса, способствующего интеграции эмоционального и физического состояния личности.
6. Палеохореография (Paleochoreography) — зафиксированная на камне или других носителях пластика обрядов и ритуалов этносов.
7. Балетоведение — наука, изучающая историю и теорию балетного искусства, опираясь на методологию истории и литературоведения; отделом б. является балетная критика.

## Образование в области хореографии
В соответствии с пониманием хореографии, как совокупности искусства балета и искусства танца образование в области хореографии понимается как совокупность образования в области балета и в области танца.

### Периоды формирования системы балетного образования в России
первый (1710—1756 гг.) — период начала подготовки танцовщиков в России на базе Танцевальной Ея Императорского Величества школы в Санкт-Петербурге, ориентированной на ремесленное обучение (техническое обучение танцу);
второй (1756—1829 гг.) — период интегрированного обучения всем видам искусства (балету, драме, музыке, живописи) с дальнейшей специализацией на основе анализа достигнутых успехов; в этот период в 1773 году открылись танцевальные классы при Московском воспитательном доме, ставшие основой Московского театрального училище (ныне — Московской государственной академии хореографии);
третий (1829—1917 гг.) — период организационного и учебно-методического оформления балетного образования, основная направленность которого заключалась в обеспечении профессиональной подготовки артиста балета, предполагавшего сокращение содержания и объёма общеобразовательной подготовки;
четвертый (1917—1991 гг.) — период поиска интеграции профессиональной и общеобразовательной подготовки, включающей в себя несколько уровней и видов образования: основное общее, среднее, профессиональное образование в области балетного искусства.

### Модели организации подготовки артистов балета
В течение указанных периодов в Танцевальной Ея Императорского Величества школе — Академии Русского балета им. А. Я. Вагановой были опробованы следующие модели:
1. модель узко-профессиональной подготовки — обучение исключительно танцу (1738—1756 гг.);
2. модель учебного заведения, ориентированного на подготовку театральных специалистов разных видов (разработана А. Казасси) (1756—1829 гг.);
3. модель театрального учебного заведения, близкого к среднему учебному заведению — городскому училищу (1829—1917 гг.);
4. модель среднего специального учебного заведения (техникума-училища) (1917—1991 гг.);
5. модель нового не типового учебного заведения, ориентированного на подготовку артистов балета и сочетающего в себе нескольких уровней и видов образования: основное общее, среднее и высшее профессиональное образование в области балетного искусства, как учреждения, отражающего культурно-исторические и образовательные традиции России (начало XXI в.).

### Особенности балетного учебного заведения
Учебное заведение, ведущее подготовку артистов балета, помимо типовых подразделений, должно включать службы специального сопровождения: медицинскую часть, психологическую службу, интернат для иногородних учащихся, отдел сценической практики, научный отдел, видеокласс, фонотеку, столовую, библиотеку.

### Специфические особенности балетного образования в России
1. ранняя профессионализация, когда освоение профессиональной программы начинается в десятилетнем возрасте;
2. специальная конкурсная процедура приема, включавшая выявление специальных параметров (способностей) тела, освидетельствование медиками и принятие решения о приеме на основании предшествующих заключений;
3. наличие конкурсной процедуры промежуточной аттестации, по итогам которой учащиеся, не готовые к продолжению специальной балетной подготовки, исключаются не только на основании результатов освоения профессиональной программы, но и по телесным (физическим) параметрам; обязательная ориентация профессиональной подготовки на требования работодателей — театров оперы и балета;
4. конфликтность целей общего и профессионального образования; противоречие между традиционной системой подготовки специалистов балета и государственной системой профессионального и общего образования;
5. высшее образование в области балетного искусства предполагает обязательное требование к наличию профессионального образования по специальности «Хореографическое искусство», квалификации «Артист балета» и определённого стажа работы в балетной труппе.

Сравнение отечественной подготовки артистов балета с западными аналогами показывает, что ключевой особенностью балетного образования (подготовки артистов балета) в России является тесное соединение профессионального и общего образования, что определяет качество отечественной системы балетного образования.